# Jan Stich
Jan Stich († 1692, Praha) byl pražský celník, písař a tvůrce Stichovy mapy. Datum a místo jeho narození nejsou známy.

## Život a činnost
Od roku 1663 sloužil šest let jako písař a poté od roku 1672 působil na celním komisařství v Praze jako písař pražských celních komisařů. Nejdřív neúspěšně žádal českou komoru o přidělení místa písaře v Týně v květnu roku 1674. V dubnu 1676 žádal opět neúspěšně o místo celního výběrčího.
V prosinci roku 1676 předložil české komoře celní mapu království s podrobným popisem s prosbou o přidělení místa v celní službě. Mapu přijala česká komora kladně a vyplatila mu za ni 24 říšských tolarů. V roce 1677 splnila i svoje slovo dané při přebírání mapy a přidělila mu významné místo pražského celního pojezdného. Tuto funkci vykonával šestnáct let až do roku 1692, kdy zemřel. Mnoho peněz mu ale nejspíše nezajistila. Jeho manželka žijící se sedmi dětmi totiž požádala po manželově smrti českou komoru o dar 1000 zlatých z milosti. Dvorská komora jí nakonec udělila dar 600 zlatých.